# Pelikan Group
Pelikan Group GmbH (poprzednio Pelikan AG, do 2015 Herlitz AG) – niemieckie przedsiębiorstwo zajmujące się produkcją artykułów papierniczych i piśmiennych, m.in. zeszytów, długopisów, segregatorów, plecaków, piór i piórników. Istnieje od 2 września 1904 roku, a w Polsce została zarejestrowana w 1992 roku.
W marcu 2014 roku spółka została przejęta przez przedsiębiorstwo Pelikan.
W grudniu 2023 grupa Pelikan została przejęta przez francuski koncern Hamelin.